# كيفن جاكسون (لاعب كرة قدم أمريكية)
كيفن جاكسون (بالإنجليزية: Kevin Jackson)‏ هو لاعب كرة قدم أمريكية أمريكي، ولد في 27 أكتوبر 1973 في دوثان في الولايات المتحدة.